# Sint-Servaaskerk (Luik)
De Sint-Servaaskerk is een gotisch kerkgebouw in het centrum van de Belgische stad Luik. Het gebouw ligt aan de voet van de heuvel waarop zich de citadel van Luik bevindt, vlak bij het Station Luik-Paleis. De kerk heeft een lange geschiedenis, maar werd bij een brand in 1981 voor een groot deel verwoest.

## Geschiedenis
De oudste kerk op deze plek zou door bisschop Richer van Luik in 933 zijn gesticht. Mogelijk betrof dit de herbouw van een oudere kerk na de verwoesting van Luik door de Noormannen in 881. De eerste schriftelijke vermelding van de parochie dateert uit 1189.

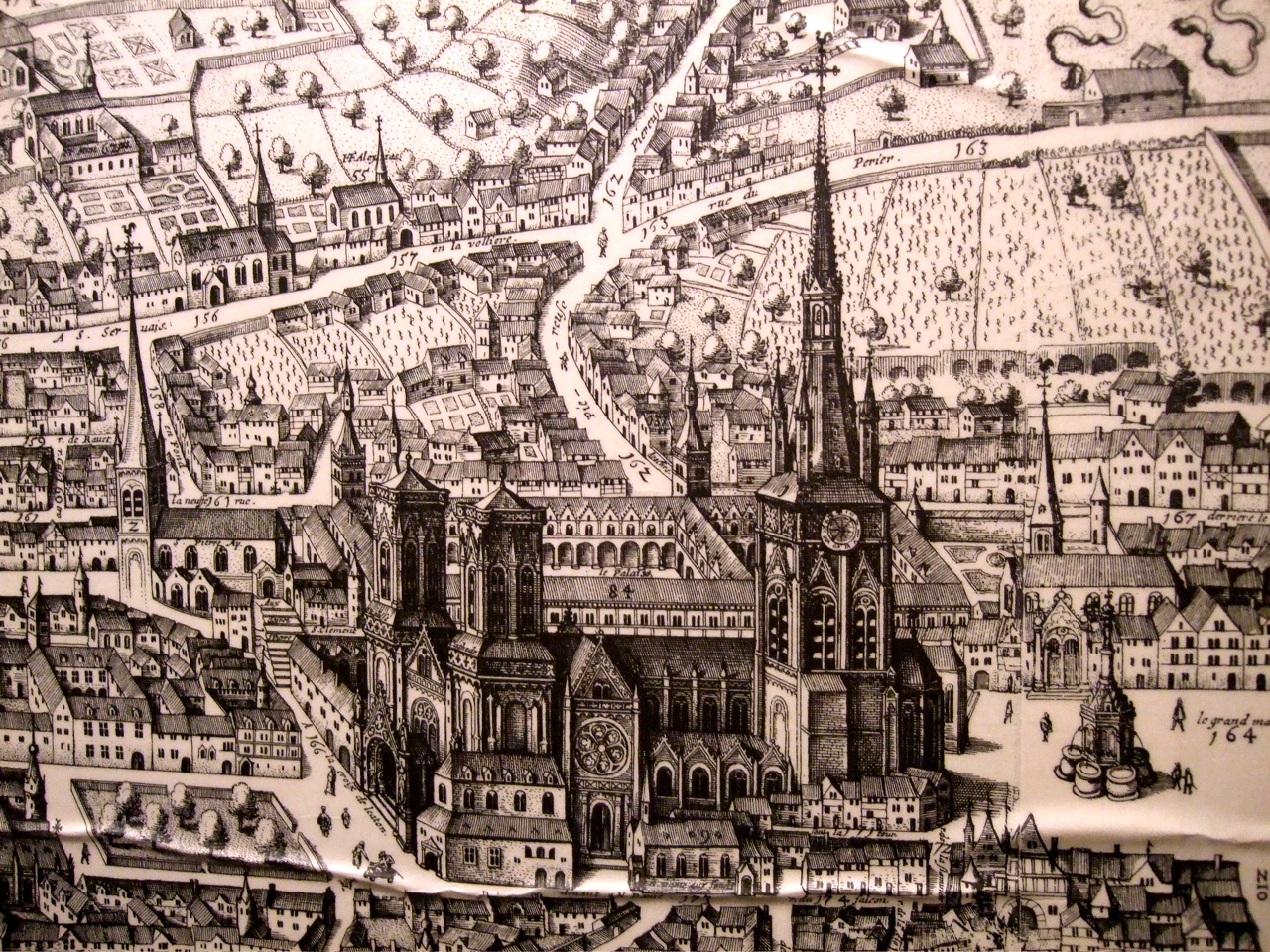
De St-Servaaskerk (156) ten opzichte van de kathedraal, ca 1640

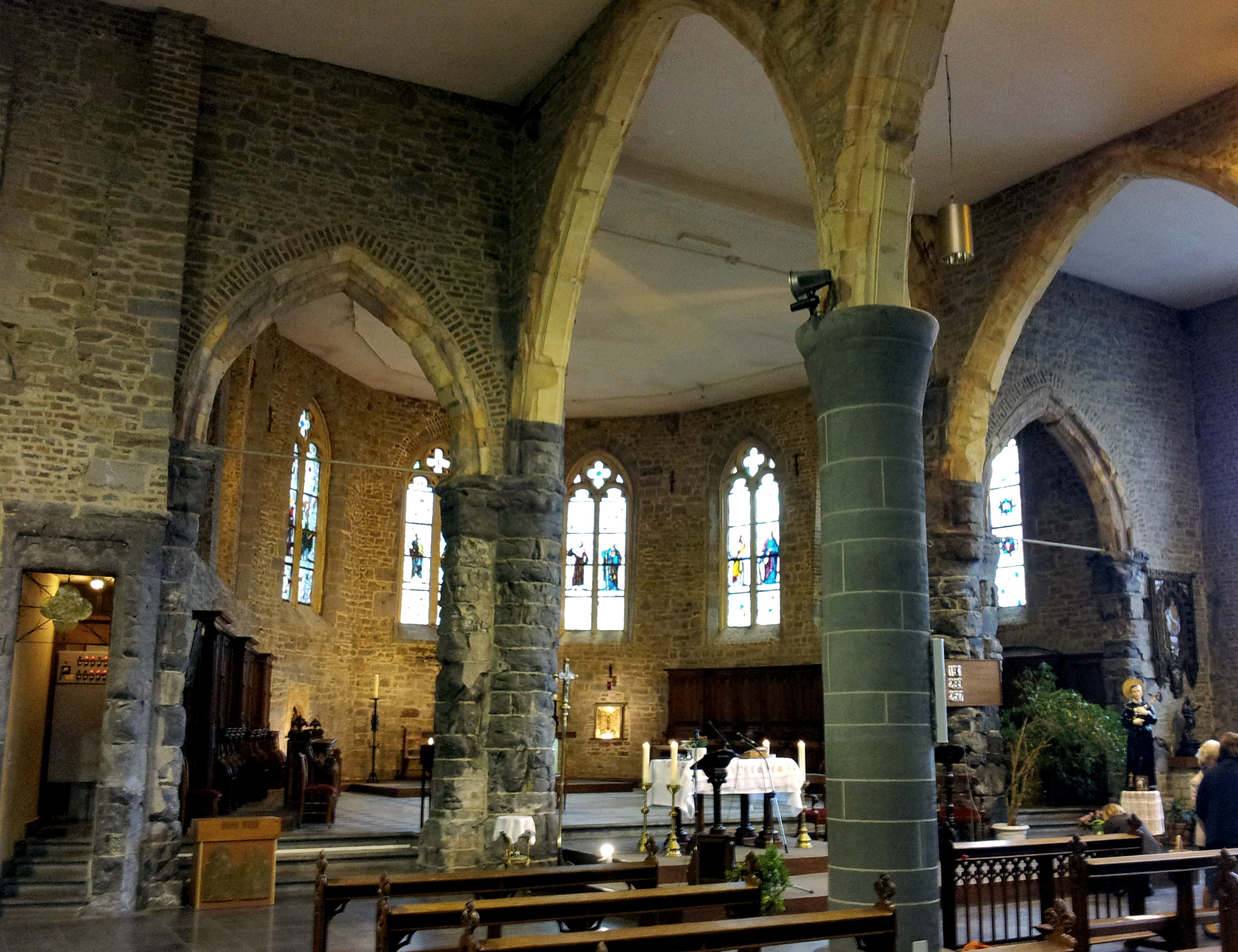
Overzicht interieur

De huidige kerk werd grotendeels in de 13e eeuw opgetrokken. In de 14e of 15e eeuw werd het koor vernieuwd. Volgens de overlevering was zeker tot de 15e eeuw een kluizenarij aan de kerk verbonden. Hoewel de kerk in 1468 bij de verwoesting van Luik door de Bourgondiërs gespaard bleef, had ze in 1491 sterk te lijden onder de gevolgen van een orkaan. In 1583 stortte de bouwvallig geworden torenspits op het gewelf van de kerk. Pastoor Jean Curtius liet de kerk herstellen in een mengvorm van laatgotiek en Maaslandse renaissance.
De komst van de Franse revolutionaire legers in 1794 betekent het einde van de meeste Luikse kerken en kloosters. Op 8 september 1798 werd de geconfisqueerde kerk openbaar verkocht voor 100.000 frank. Enkele jaren later werd het gehavende gebouw opnieuw in gebruik genomen als parochiekerk. In 1848 werden in het kader van "modernisering" een groot deel van de historische grafzerken verwijderd. Als gevolg van het gebruik van explosieven bij de aanleg van de spoorweg in Luik raakte de kerk in 1883 zwaar beschadigd, waarna de parochie 65.000 Belgische franken ontving voor het herstel. Bij die gelegenheid werd de toegang tot de kerk iets verschoven naar het westen. In 1933 werd de kerk opnieuw gerestaureerd.
Op 22 augustus 1981 verwoestte een grote brand de kerk, waarbij feitelijk alleen de buitenmuren bleven staan. In de jaren daarna werd de kerk provisorisch hersteld, maar de hoge zadeldaken kwamen niet meer terug. In het interieur moesten enkele zuilen opnieuw worden opgebouwd, omdat een deel van de kerk was ingestort.

## Beschrijving

### Exterieur
De Sint-Servaaskerk is een grotendeels gotisch, driebeukig bouwwerk, zonder transepten en met een vierkante toren. De onderbouw van de kerktoren bevat delen van oudere bouwfasen van kolenzandsteen, wellicht uit de 11e eeuw. Het koor van de kerk is opgetrokken uit blauwe hardsteen; de zijmuren zijn op typisch Maaslandse wijze gemetseld in speklagen van baksteen en mergel. De gotische ramen van de zuidbeuk bezitten fraai maaswerk. Tussen deze ramen zijn een neogotisch beeld van Sint-Servaas met daarboven het vermeende wapen van Richer, de bouwheer van de eerste kerk, en een reliëf van de Luikse perroen met het jaartal 933 aan de muur bevestigd.

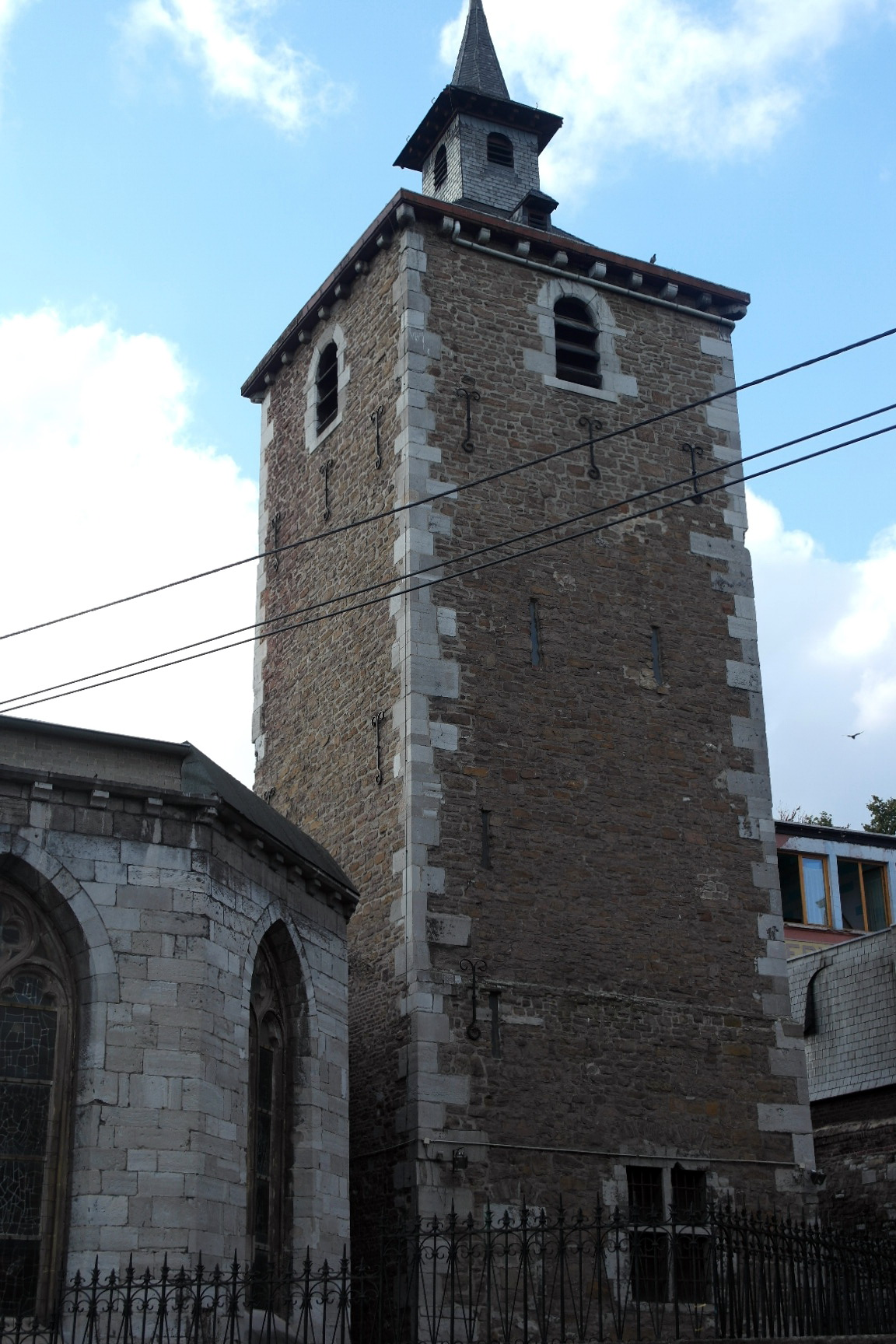
Kerktoren met 16e-eeuwse bovenbouw
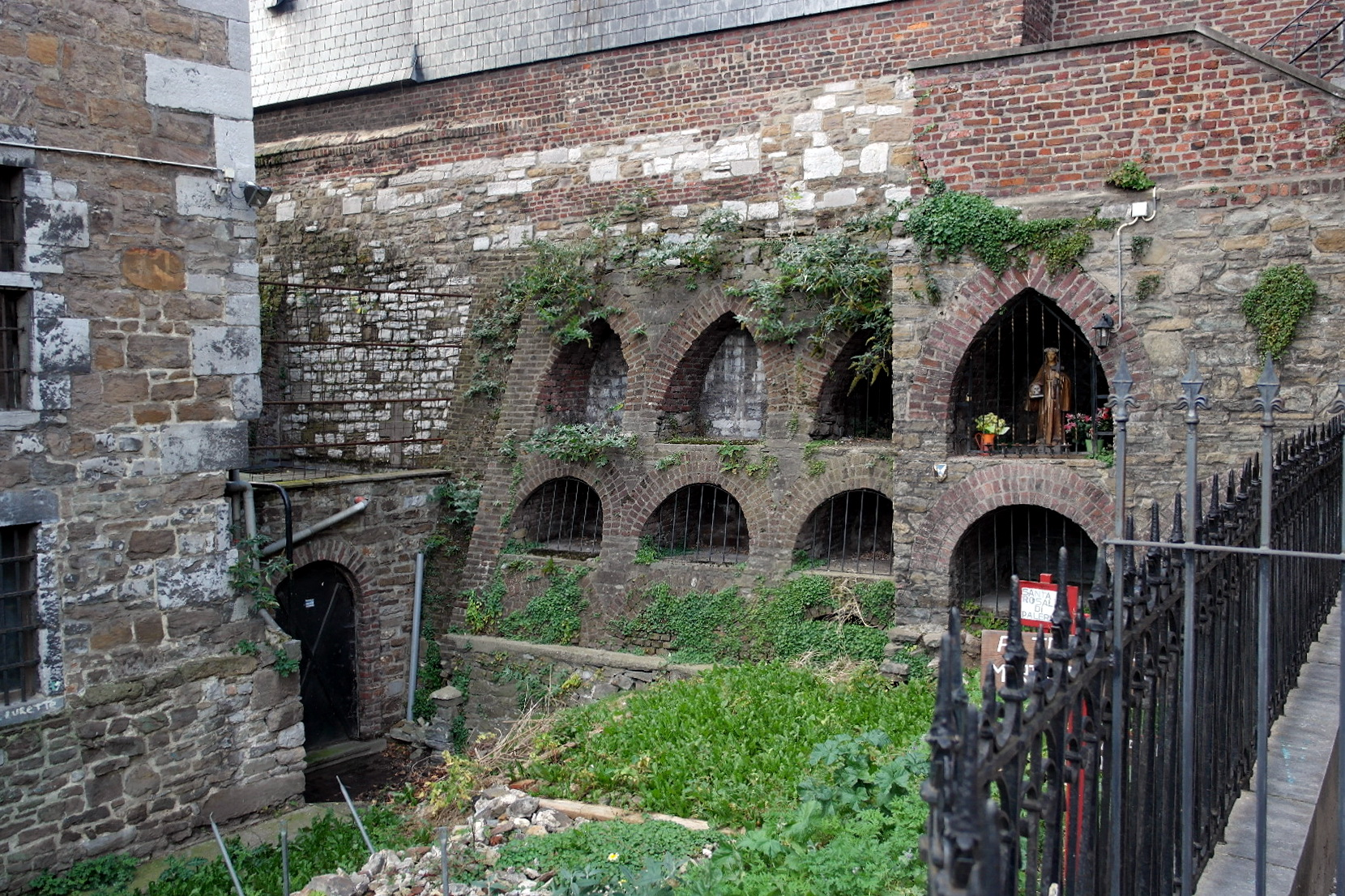
Grafnissen aan de voet van de toren
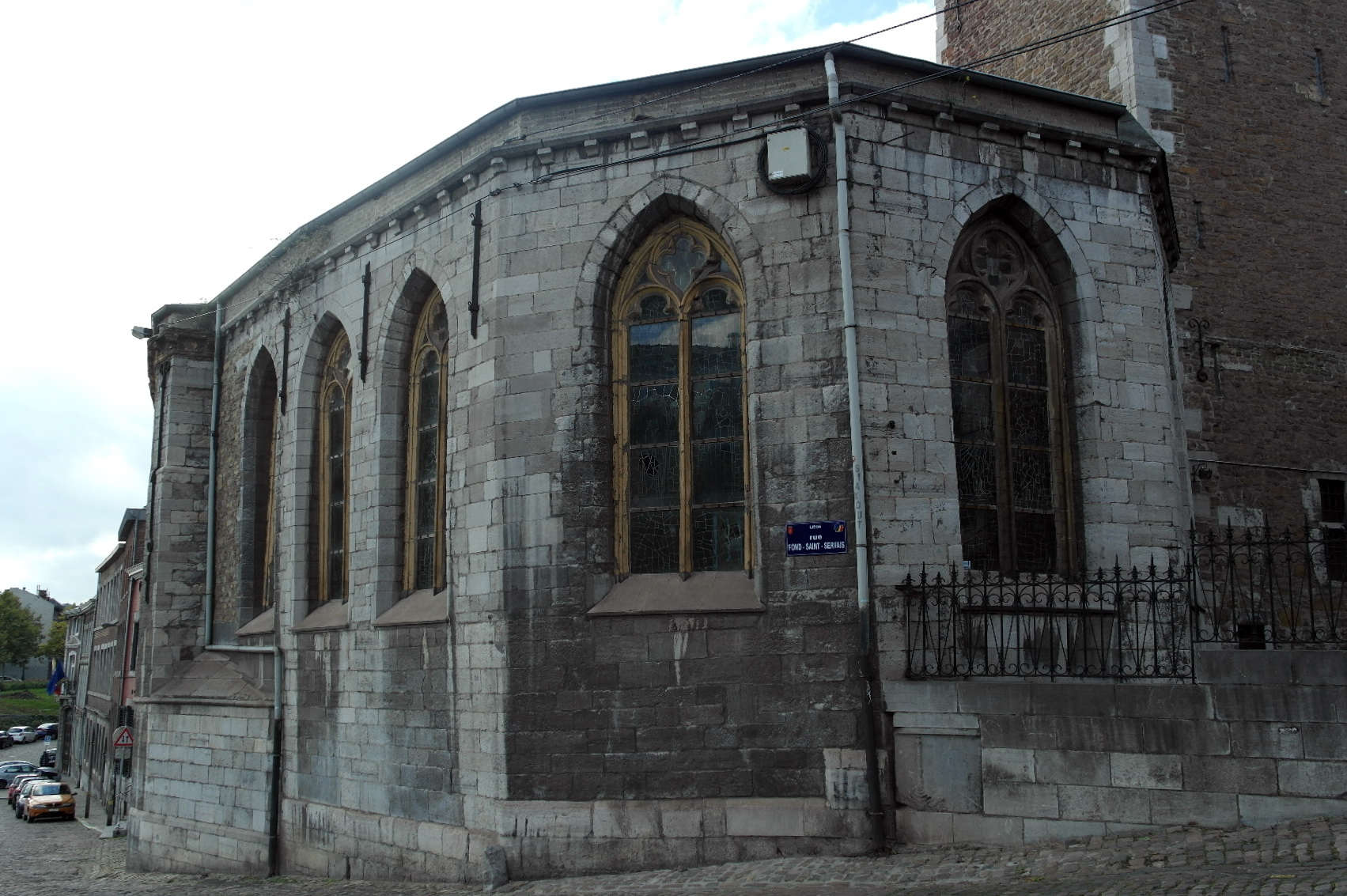
Koor van de kerk met afgeplat dak (na de brand)
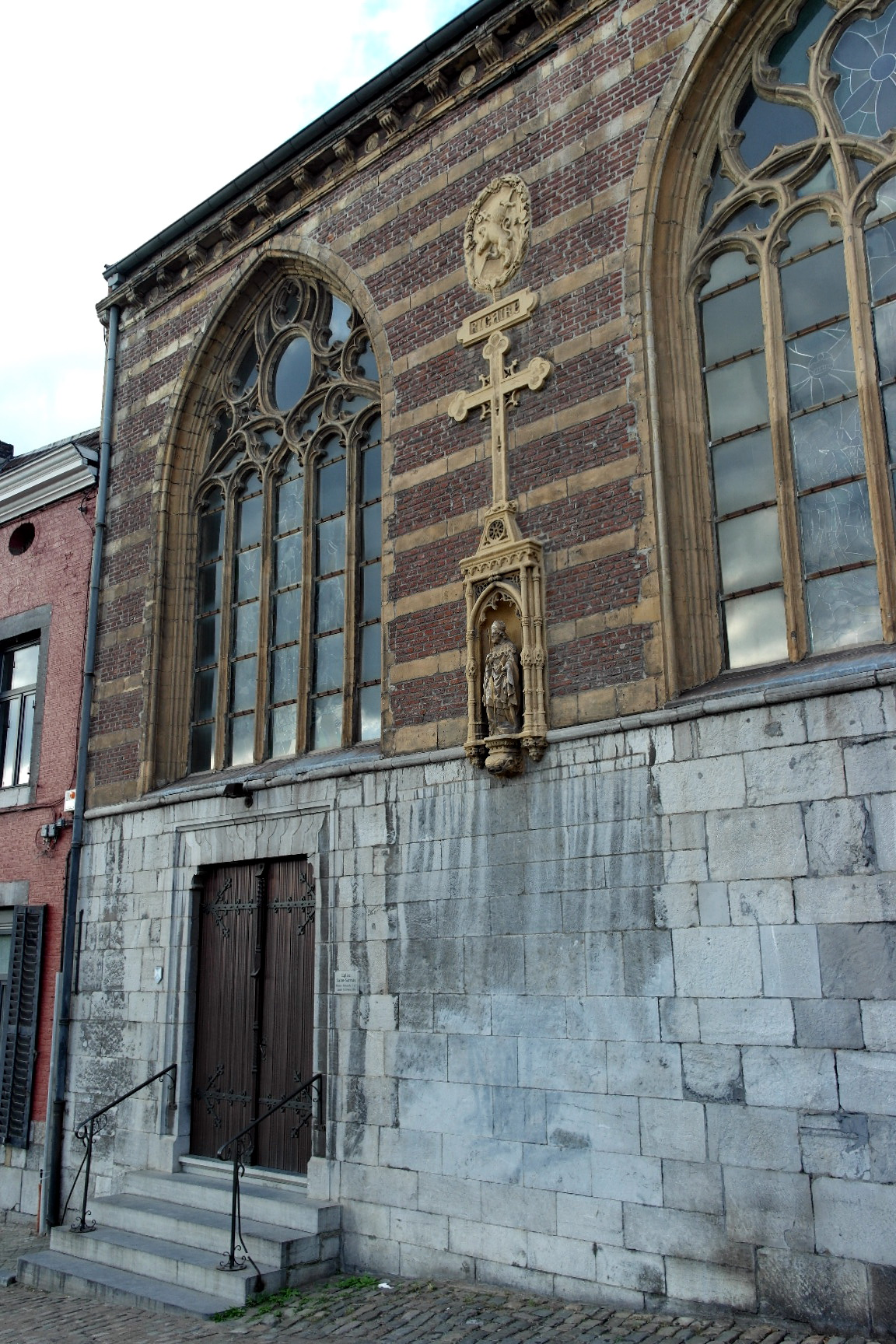
Speklagen zuidbeuk en beeld Sint-Servaas

### Interieur
Bij de brand in 1981 is het grotendeels barokke interieur geheel verloren gegaan, waaronder het 18e-eeuwse sierstucwerk van Auguste Dukers en een aantal fraaie meubelstukken in Luiks-Akense meubelstijl. Ook een fraai gesneden renaissancedeur uit het eerste kwart van de 16e eeuw viel ten prooi aan de vlammen. Enkele 13e-eeuwse zuilen zijn bewaard gebleven, maar de gebeeldhouwde kapitelen zien er gehavend uit. In het koor van de kerk is een deel van de verwoeste glas-in-loodramen vernieuwd; de overige ramen bezitten helder glas. Vooral het verlies van de zes renaissanceramen uit 1585 moet worden betreurd. Het huidige meubilair van de kerk is uit diverse andere kerken afkomstig.

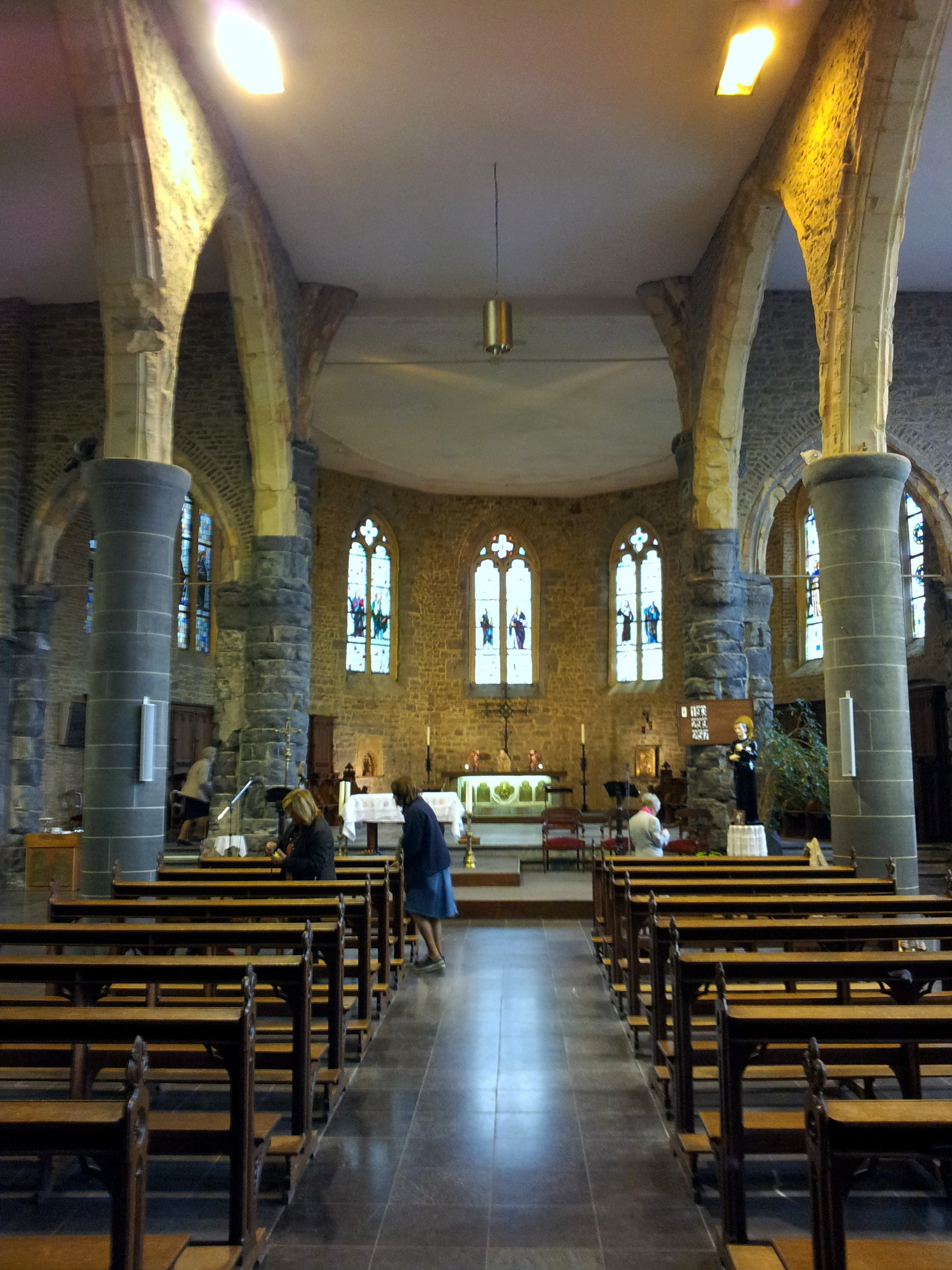
Zicht op het koor
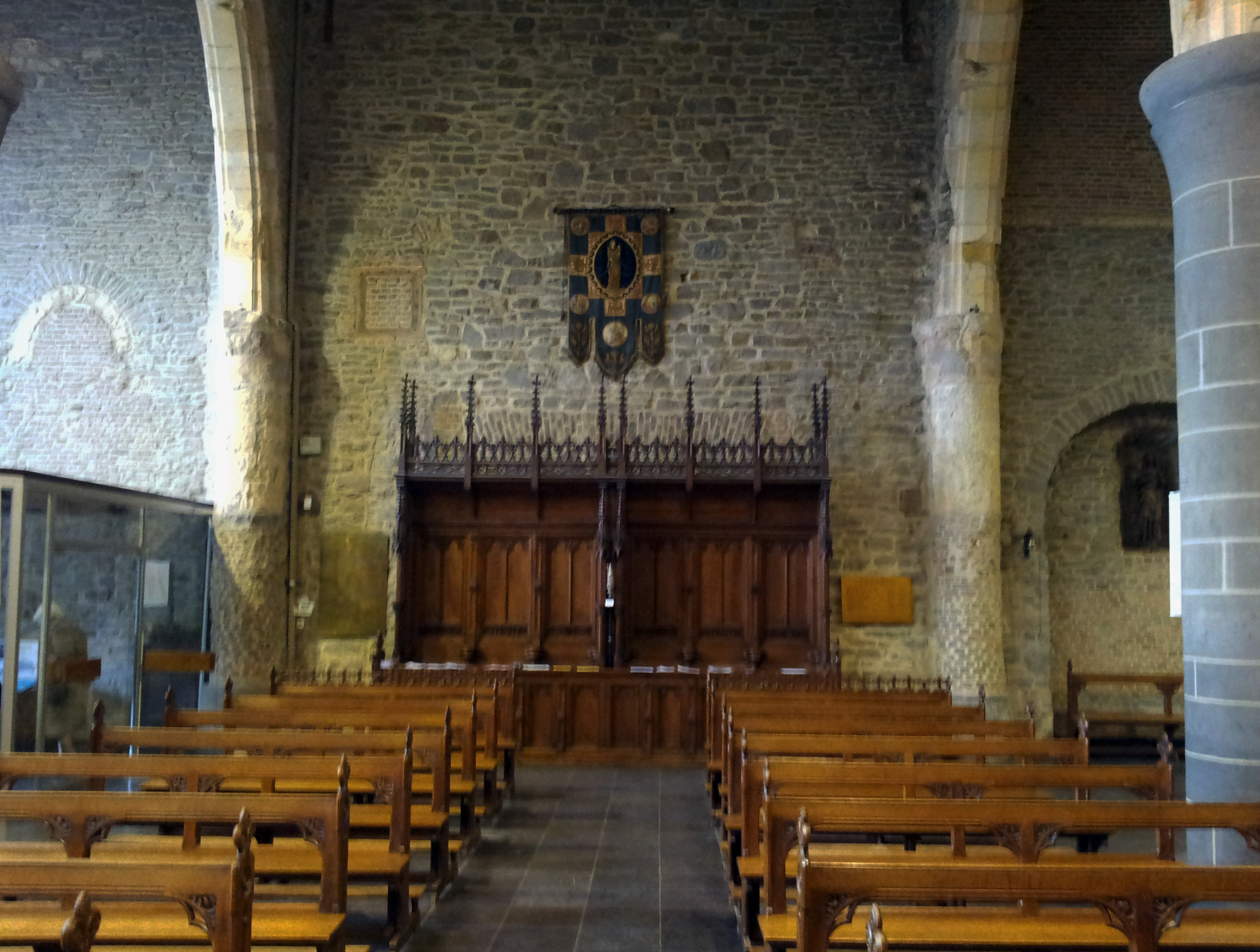
Zicht naar het westen
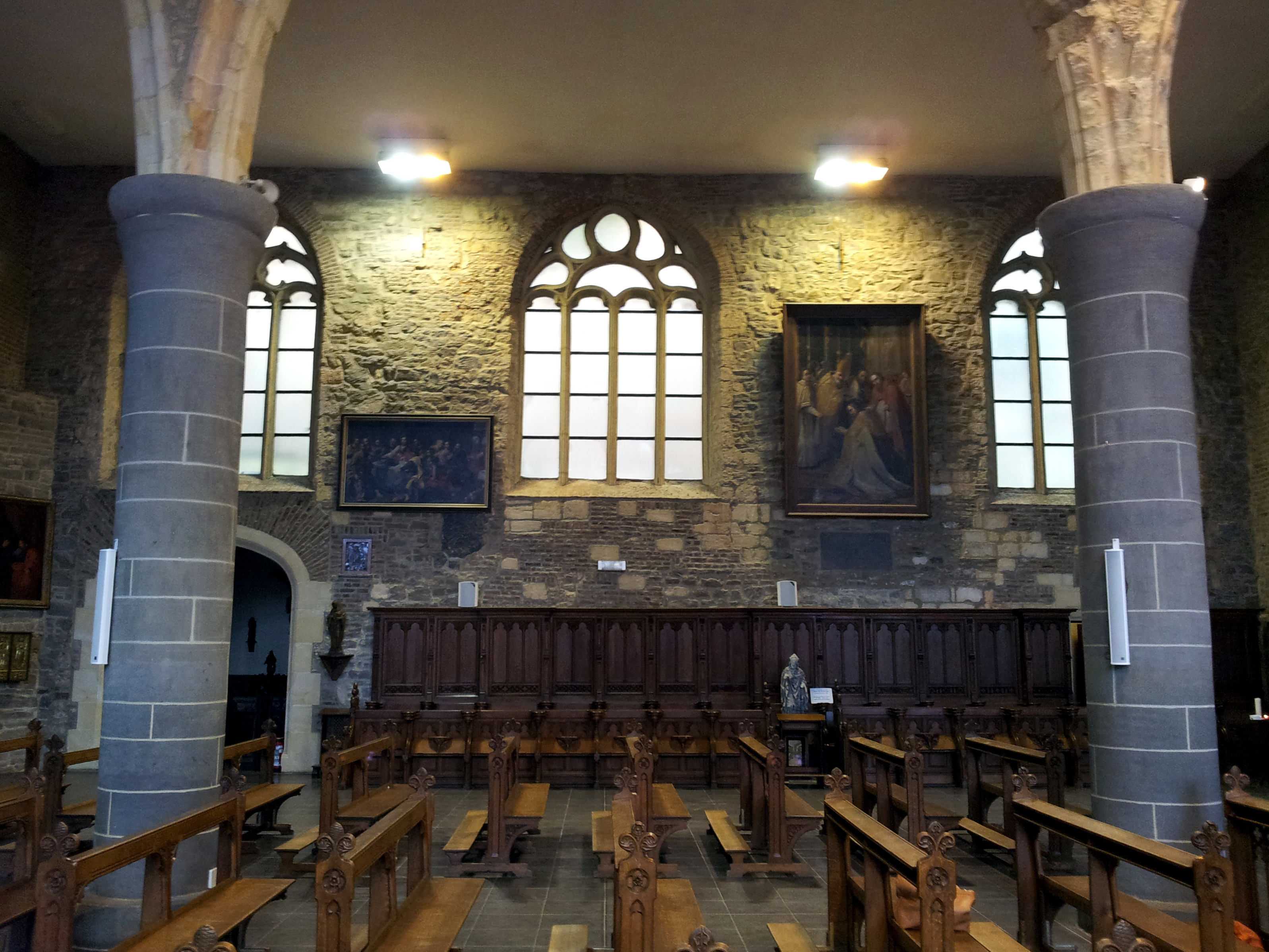
Zuidelijke zijbeuk
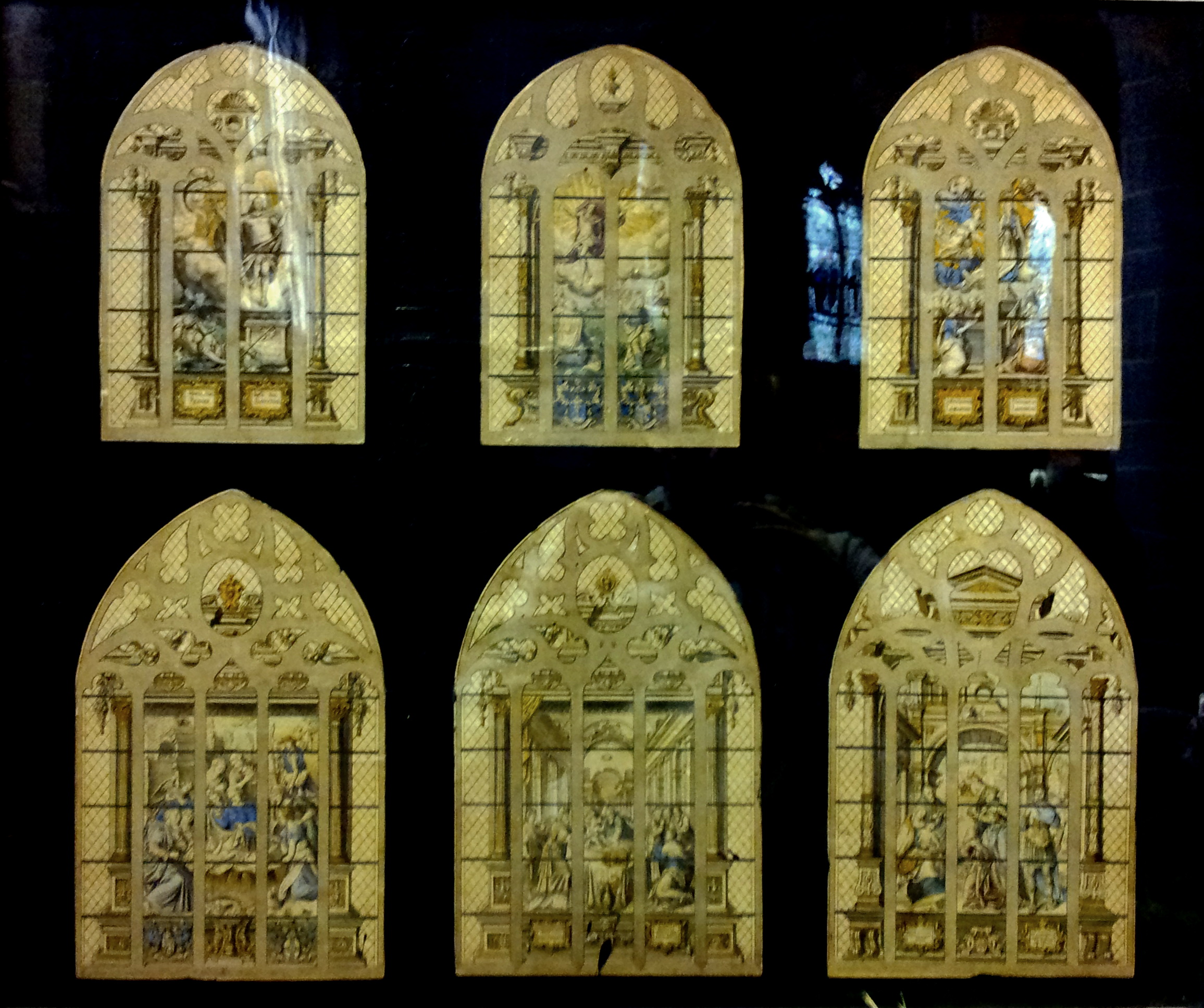
Verloren gegane ramen (1585)

### Kunstvoorwerpen
Bij de brand zijn ook de meeste schilderijen, houten beelden en metalen kunstvoorwerpen verloren gegaan, waaronder een houten Madonna met Kind en een beeld van Sint-Servaas, beide uit de 14e eeuw. Een zandstenen beeld van Sint-Servaas en een houten beeld uit 1665 van de heilige Balbina van Rome overleefden de brand. Bewaard gebleven zijn ook het doopvont uit 1571 van marmer en brons met albaster reliëfs en enkele 16e- en 17e-eeuwse grafkruisen. Van de overgebleven schilderijen is met name de Kroning van Sint-Servaas door de Luiks-Maastrichtse schilder Jean-Baptiste Coclers uit 1760 van belang. Van het kerkzilver kunnen genoemd worden: een zilveren reliekhouder van Sint-Servaas in de vorm van een bokaal uit de periode 1667-'88, een tinnen reliekhouder van Sint-Quintinus uit de 17e eeuw, een reliekenkruis van de Luikse zilversmid Guillaume Dirick uit 1712, diverse liturgische voorwerpen van Guillaume René Lamotte uit 1750-'51 en een zilveren beeldje van Sint-Servaas als bekroning van een bisschopsstaf (19e eeuw?).

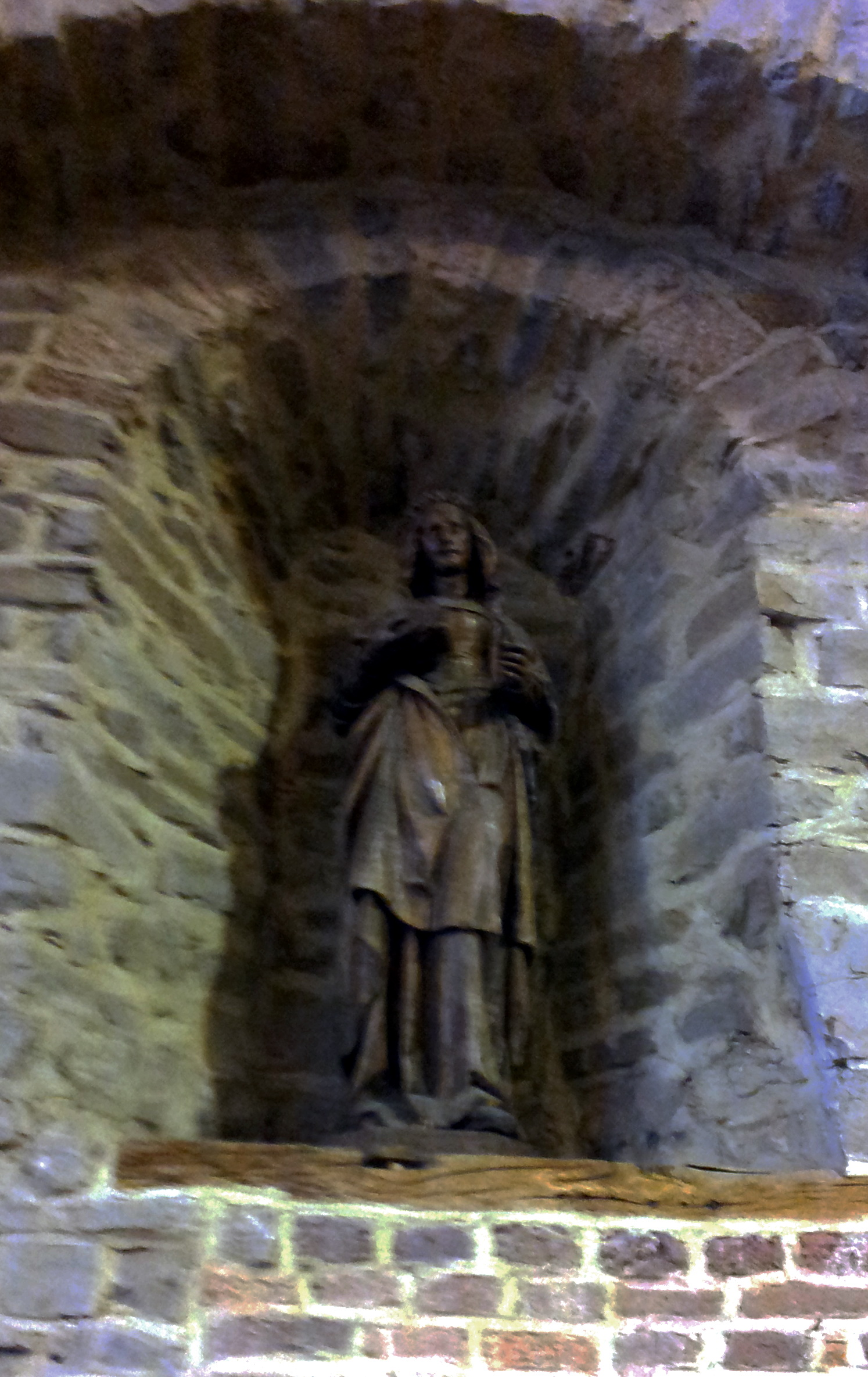
Houten beeld Sint-Balbina
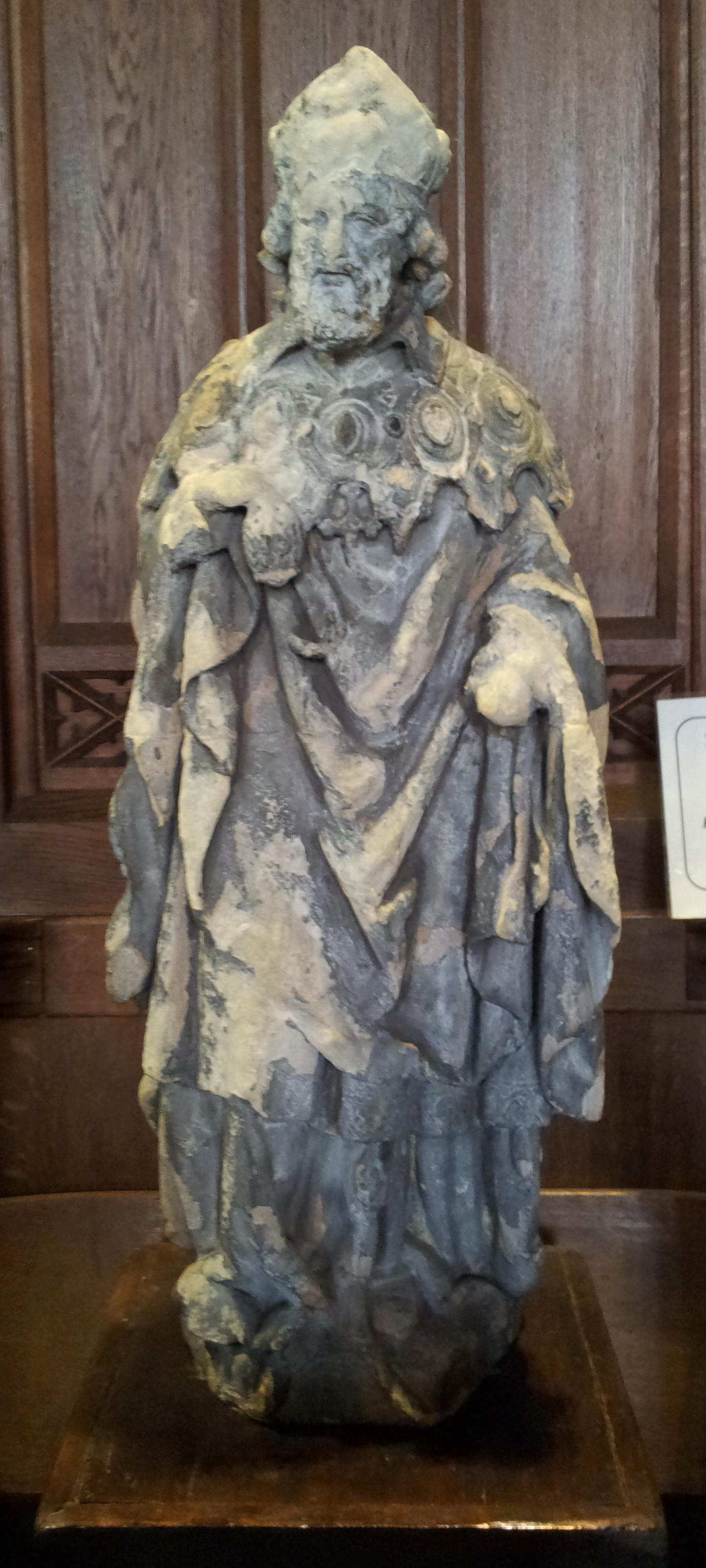
Zandstenen beeld Sint-Servaas
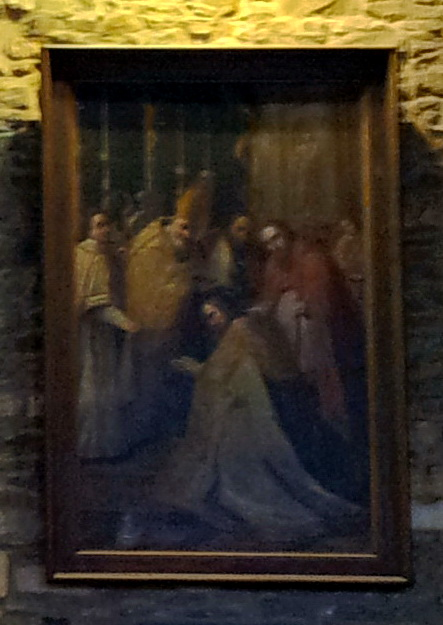
Kroning van Sint-Servaas
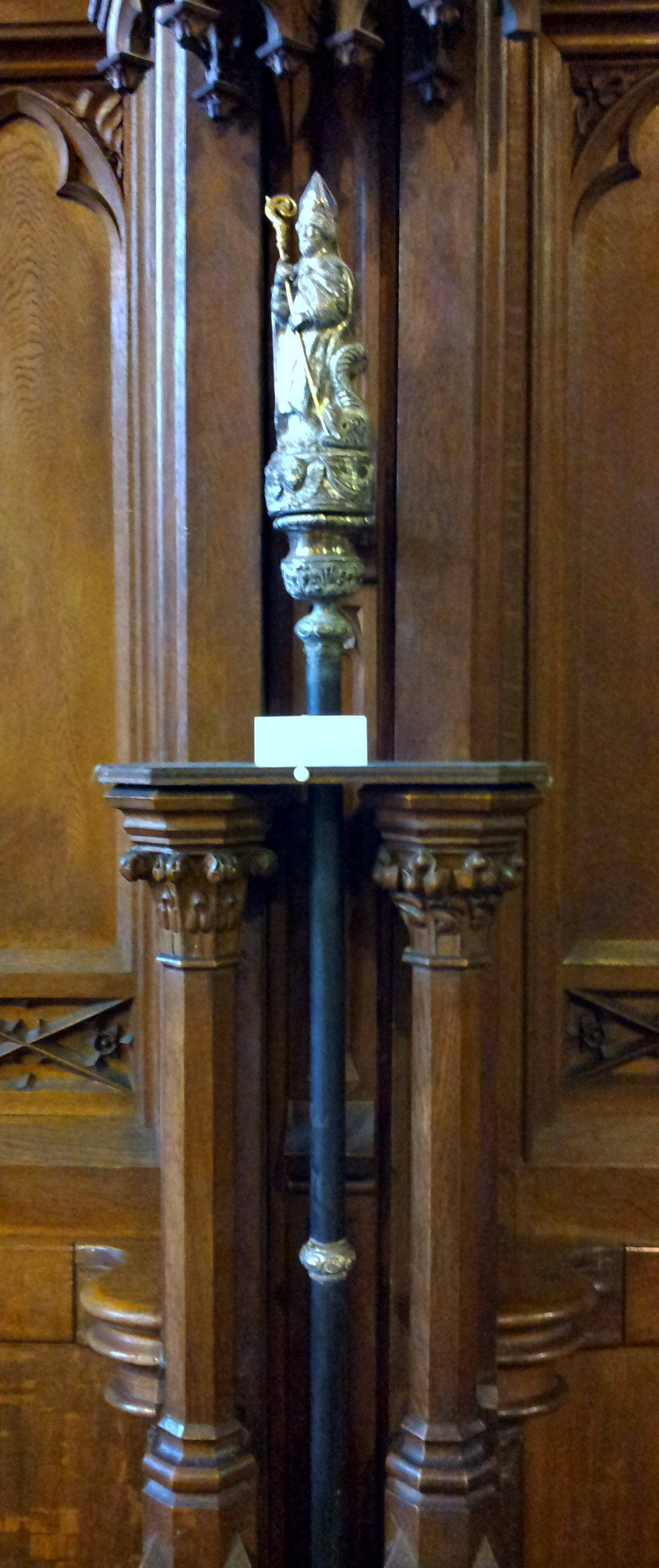
Bisschopsstaf Sint-Servaas